# 日本日月贝
日本日月贝（学名：Amussium japonica）为扇贝科日月贝属的动物，俗名飞螺。分布于日本以及中国大陆的广东等地，生活环境为海水，常见于5-10深的沙质海底。其生存的海拔范围为-10至-5米。该物种的模式产地在日本。